# 漫畫情報誌
漫畫情報誌是一種收錄相關關於漫畫的文章與情報的雜誌，與漫畫雜誌不同，前者以文字評論為主，後者主要刊載漫畫。

## 主要漫畫情報誌
- ぱふ
- 漫畫Fan
- ふゅーじょん ぷろだくと
- 漫畫Box
- Comnavi
- プータオ
- 漫畫加油站
- 漫畫癮君子
- 這本漫畫真厲害！